# 日本におけるTwitter
日本におけるTwitter（にほんにおけるツイッター）では、日本で起こったTwitterの出来事や文化をまとめる。

## 歴史
- 2006年末、アルファブログ（人気ブログ）の百式がミニブログのTwitterを紹介し、それを見たサンロフトの開発者が同年にTwitterクローンのTimelogを開発し同社によりその運営が開始される[1]。
- 2007年
  - 4月、アルファブロガーがブログパーツの用意されていた英語版Twitterを使い始める[2]。今どこに居るという意味の「なう」もこの頃より使われ始める[3]。
- 2008年
  - 4月、日本語版Twitterのサービスが開始される[4]。
  - 12月、芸能人のIKKOがTwitterを開始し日本の芸能人がTwitterをする最初の例となる[5][6]。
- 2009年、AIアカウントのしゅうまい君が誕生して人気となり[7][8]、有志によりしゅうまい君の同人誌が作られる[7]。同年、著名人が続々とTwitterを開始し、それに併せて著名人になりすましたアカウントも相次いで登場する[9]。
  - 7月、ヒウィッヒヒー騒動[10][11]。
  - 8月、日本国外発のMobsterWorldのスパムDMが日本でも広まる[12][13]。
- 2010年
  - 5月、消防庁がTwitterで「災害情報タイムライン」を開始する[14]。
  - 8月、ニールセンによれば同年のインターネット利用動向調査で日本のTwitterユーザーが1000万人を超え、キャズム理論におけるキャズムに到達する[15]。
- 2011年
  - 3月、東日本大震災が起こり、Twitterが活用される[16]。
  - 同月、Twitter Japanが設立される[17]。
- 2012年、ミルクティーの誤発注がTwitterで話題となり完売する[18][19]。
- 2013年
  - 2月、激おこぷんぷん丸のネタが登場し、女子高生に広まる。
  - 3月、Twitterでの犯罪予告で逮捕者が出る[20]。
  - 夏、バカッター騒動が頻発する[21]。
- 2014年、Twitter向け4コマ漫画サービスのツイ4が登場する[22]。
- 2015年、LINE向け女子高生AIのりんながTwitterでもつぶやきを始める[23]。
- 2017年、アカウントの凍結が目立ち始める[24]。
- 2020年
  - 1月、Twitter漫画「ちいかわ なんか小さくてかわいいやつ」が登場する。
  - 4月、NHKの『のぞき見ドキュメント 100カメ』でTwitter Japan特集が行われる[25]。
- 2021年
  - 8月24日、日本テレビ系列の情報番組『スッキリ』でTwitter婚活が取り上げられてTwitterのトレンドに入り話題となる[26][27]。
- 2022年、サイゼで喜ぶ彼女騒動。
- 2023年
  - 6月、スパムアカウントのブロックで機能制限が行われる不具合が起きる[28]。
  - 10月以降、Twitterに詐欺広告が登場する[29][30]。
  - 11月、NTTドコモのモバイル社会研究所が中学生のTwitter離れを報告する[31]。

## ユーザー
Twitterのユーザーはツイッタラーと呼ばれている。ツイッタラーは複数のクラスタに分かれている。
またツイッター中毒者はツイッター廃人（ツイ廃）と呼ばれている（#ツイ廃を参照）ほか、発言力のあるツイッタラーはアルファツイッタラーとも呼ばれていた。

## 文化

### 居場所報告文化
Twitterでは2007年4月のTopia氏の投稿を初めとして居場所を報告する「○○なう」が流行し、2010年に『ユーキャン新語・流行語大賞』のトップテンに入賞した。そのなかでも特にスターバックスで「スタバなう」をつぶやくのが流行し、果てはスターバックス以外のラーメン店などでも「スタバなう」とつぶやくのが流行した。
なおこの文化が盛り上がった2010年前後はFoursquareやFacebookチェックインなどの位置チェックインや位置情報ゲームが盛り上がっていく時代にあった。

### 入浴文化
ツイッタラーはTwitterから抜けて入浴しようとする際に「ほかる」と、入浴から帰ってきてTwitterを再開した際に「ほかいま」とつぶやく文化が存在し、その際、他のツイッタラーがそのツイートを見て「ほかてら」とリプライして見送り、「ほかえり」とリプライして出迎え、その出迎えに対して「ほかあり」とリプライして感謝する文化が存在した。
これはオンラインゲームに由来する文化とされる。

### 時報文化
ツイッタラーは夜0時に「よるほー」と、昼12時に「ひるほー」とつぶやく文化が存在した。

### ツイ廃
ツイッター中毒者はツイッター廃人（ツイ廃）と呼ばれている。ツイ廃度をチェックするサービスも度々登場しており、2012年には「Twitter利用料金チェッカー」が、2015年には「日本Twitter廃人ランキング」が登場した。
前述の日本Twitter廃人ランキングによれば2015年時点で1日100ツイート以上するツイッター廃人は2000人以上居たとされる。

### バカッター
バカッターは馬鹿な騒動を起こすツイッタラーのことであり、日本では2013年に増えたとされる。詳しくはバカッターを参照。

### 誤発注
ツイッターでは2012年頃より度々誤発注が話題となっておりツイートでの呼びかけで完売するケースが多々出てきている。誤発注商法と揶揄されることもある。
これまでTwitterで誤発注が報告され完売したものにはミルクティー200本、プリン約4000個、中華丼260杯、デコレーションケーキ80台、おにぎり2000個などがある。

### 企業アカウント
企業アカウント同士の交流が目立つようになり、中には名物企業ツイッタラーも登場した。特に日本のTwitterでは対抗企業との馴れ合いも目立っている。
2018年には企業アカウントの中の人がダンボーとコラボしカプセルトイ化された。

### 裏アカウント（裏垢）
ツイッターに限らず2023年時点で若者の多くは裏アカウントを持っているとされ、その調査を行う企業も増加している。裏垢女子については裏垢女子を参照。

### 偽装キラキラ女子
偽装キラキラ女子はキラキラ女子を偽装したアカウントであり、時にはわざと炎上させてツイートを拡散させることもあったと言う。詳細はキラキラ女子#偽装キラキラ女子を参照。

### Twitter婚活
2021年にはコロナ禍が起きてSNSやアプリでのオンライン婚活が流行し、Twitter婚活も広がっていった。

### Twitter文学
2022年にはツイッター発の小説『この部屋から東京タワーは永遠に見えない』が人気となった。
2023年には集英社より『本当に欲しかったものは、もう Twitter文学アンソロジー』が出版された。

## Twitterをテーマにした日本の作品
- 歌
  - 広瀬香美『ビバ☆ヒウィッヒヒー』 2009年8月7日[52]
  - ザ・コレクターズ『twitter』 2010年 - 「青春ミラー(キミを想う長い午後)」内。リーダーの加藤ひさしが「皮肉っぽく歌いたくなって」作った歌とされる[53]。
  - ダルビッシュP『twitter』 - ボーカロイド曲[54]。小野恵令奈がERENAのボーナスCDでカバー。
- ドラマ
  - フジテレビ『素直になれなくて』 2010年春[55]
- 人形劇
  - NHK Eテレ『ねほりんぱほりん Twitterで婚活する人 前編/後編』 2023年1月[56][57]
- 漫画
  - 桜井美也『裏アカ破滅記念日〜少女達のリアル〜』 フラワーコミックスアルファ 2019年5月24日 ISBN 978-4098705078